# Severno Porenje - Vestfalija
Severno Porenje - Vestfalija (nemško Nordrhein-Westfalen) je parlamentarna republika in delno suverena država članica v Zvezni republiki Nemčiji. Z več kot 18 milijoni prebivalcev (2023) je najštevilčnejše naseljena federalna enota (zvezna dežela) v Nemčiji. Glavno mesto je Düsseldorf, največje mesto pa je Köln. Zvezno mesto Bonn je danes "drugi sedež" vlade Zvezne republike Nemčije.
Severno Porenje - Vestfalija na severu in severovzhodu meji na Spodnjo Saško, na jugovzhodu na Hessen, na jugu na Porenje - Pfalško in na zahodu na belgijsko federalno pokrajino Liège ter nizozemske province Limburg, Gelderland in Overijssel. Severno Porenje - Vestfalija je s površino približno 34.100 kvadratnih kilometrov četrta največja nemška država. 30 od 81 večjih nemških mest je na močno urbaniziranem območju. Metropolitanska regija Ren-Ruhr v središču države je s približno desetimi milijoni prebivalcev eno izmed 30 največjih metropolitanskih območij na svetu in osrednji del najbolj gosto poseljene regije v Evropi, »Modra banana«.
Močno urbanizirano Porurje s središči Dortmund, Essen, Duisburg in Bochum tvori severni del rensko-rurskega območja. Njegov gospodarski vzpon v začetku 19. stoletja je temeljil na industrializaciji in premogovniški in jeklarski industriji, zlasti rudarstvu in premogovništvu. Od upada rudarjenja v 1960-ih je prišlo do strukturnih sprememb, ki so se do danes nadaljevale v smeri storitvene in tehnološke industrije, ki jo spremljajo subvencionirani obsežni projekti, kot je RUHR.2010 - Evropska prestolnica kulture. Severno Porenje - Vestfalija je z okoli 22-odstotnim deležem nemškega bruto domačega proizvoda država z najvišjo gospodarsko proizvodnjo.
Državo Severno Porenje - Vestfalija so leta 1946 ustanovile britanske okupacijske sile iz pruske province Vestfalije in severnega dela pruske renske pokrajine (Severno Porenje), leta 1947 pa se je razširila tudi z državo Lippe. Od leta 1949 je država Zvezne republike Nemčije. Do leta 1999 je bil Bonn edini sedež vlade v Zvezni republiki Nemčiji. Kot rezultat resolucije glavnega mesta so zvezna ministrstva obdržala svoje pisarne v Bonnu, ki mu zakon Berlin / Bonn zagotavlja pomembne vladne funkcije zveznega mesta. Danes je Bonn drugi sedež vlade v Zvezni republiki Nemčiji in je dom številnim zveznim oblastem in nevladnim organizacijam. Kot nemški sedež Združenih narodov (ZN) ima zvezno mesto Bonn visoko stopnjo mednarodne integracije z velikim številom organizacij ZN.
Kar zadeva kulturo, Severno Porenje - Vestfalija ni eno območje. Zlasti v tradicionalnih običajih obstajajo velike razlike med deželo Porenje na eni strani ter regijo Vestfalija in Lippe na drugi strani. V državi domuje veliko število pomembnih izobraževalnih in raziskovalnih ustanov.

## Zgodovina
Na podlagi okupacijske zakonodaje je okupatorska sila Velike Britanije 23. avgusta 1946 ustanovila državo Severno Porenje - Vestfalija iz severnega dela pruske pokrajine Porenje (provinca Severno Porenje) in tudi pruske province Vestfalije. Politična priprava na to je potekala pod kodno besedo Operacija poroka. Po vključitvi Lippeja, ki je bil stoletja neodvisen, leta 1947, je bila dosežena današnja teritorialna postavitev.
Na njenem ozemlju je Severno Porenje - Vestfalija postala pravna naslednica Svobodne države Prusija in države Lippe. V nasprotju z nekaterimi drugimi nemškimi deželami Severno Porenje - Vestfalija kot celota ni imela države predhodnice, ki bi imela močno identiteto. Ko je bila ustanovljena država Severno Porenje - Vestfalija, ni bila v ospredju ideja združevanja homogenih območij, temveč želja britanske vlade, da bi rursko območje in njegove pomembne industrijske vire kot celoto vgradila v eno državo.
Leta 1949 je Severno Porenje - Vestfalija skupaj z drugimi državami ustanovila Zvezno republiko Nemčijo. Največja izziva v povojnem obdobju sta bila obnova vojne razdejane države in vzpostavitev demokratične države. Zaradi upada premogovniške in jeklarske industrije zaradi premogovne in jeklarske krize ter trenda k terciarizaciji se je oblikovanje potrebnih strukturnih sprememb razvilo v osrednje vprašanje državne politike.
Od leta 1966 do 1976 je potekala občinska teritorialna reforma, ki je zmanjšala število samostojnih mest, občin in okrožij, ki pripadajo okrožju. Število upravnih okrožij se je zmanjšalo s 6 na 5 okrožij. Nekdanje upravno okrožje Aachen je bilo združeno z upravnim okrožjem Köln, da je nastalo novo upravno okrožje Köln.
Bonn je bil glavno mesto Zvezne republike Nemčije od leta 1949 do 1990 in edini sedež vlade do leta 1999. Od takrat je bila vladna funkcija razdeljena med Berlin in Bonn, zaradi česar je Bonn drugi sedež vlade in danes sedež številnih zveznih oblasti.

## Geografija
Severno Porenje - Vestfalija leži na zahodu Zvezne republike Nemčije in meji v smeri urinega kazalca z Spodnjo Saško, Hesenom, Porenje-Pfalško, Belgijo in Nizozemsko. Država se razteza od jugozahoda do severovzhoda okoli 260 kilometrov. Sever države leži v Severnonemškem nižavju in je približno razdeljena na Vestfalski zaliv, ki ga prečkajo reke Lippe, Ems in Ruhr in spodnjerensko nižino na obeh straneh Rena, ki je največja reka v državi (in hkrati Nemčiji). Najnižja točka je 9,2 m nad morjem na severozahodu države. Preostala območja države so del Nemškega sredogorja. Weserbergland v zgornjem toku reke Weser označuje vzhod države. Gore Renskega masiva zavzemajo jug. Renski masiv je približno razdeljen na Eifel na levem bregu Rena na jugozahodu in Bergisches Land ter Sauerland vzhodno od Rena. Langenberg v kraju Rothaargebirge, del Sauerland, so z nadmorsko višino 843,2 m najvišje gore v državi. Geografsko središče države je v Dortmundu v Aplerbeckerjevi marki; najbolj zahodna točka Severnega Porenja - Vestfalije in Nemčije je v bližini Selfkanta.
Podnebje Severnega Porenja - Vestfalije kaže na razmeroma uravnotežene temperaturne in padavinske profile. Povprečne letne temperature so med 5 ° C in 10 ° C, odvisno od nadmorske višine. Letna količina padavin znaša med 600 milimetri v nižinah in 1400 milimetrov v nizkih gorskih verigah.

### Mesta
Glavno mesto zvezne dežele Severno Porenje - Vestfalija je Düsseldorf, ki je po velikosti drugo v deželi za največjim in četrtim v Nemčiji - Kölnom, ki je tudi edino milijonsko mesto. Zvezno mesto Bonn, nekdanja prestolnica Zvezne republike Nemčije (pred združitvijo 1990), je danes drugi sedež nemške vlade. Kar 30 od 81 nemških mestnih občin, ki imajo preko 100.000 prebivalcev, leži v tej zvezni deželi in med katerimi je tudi večina naslednjih mest: Dortmund, Essen, Duisburg, Wuppertal, Bonn, Bielefeld, Aachen, Bochum, Paderborn, Münster, Gütersloh, Heinsberg, Krefeld, Kleve, Oberhausen, Leverkusen, Siegen, Coesfeld, Hagen, Hamm, Herne, Mülheim an der Ruhr, Mönchengladbach, Gledbeck, Gelsenkirchen, Solingen, Bottrop, Witten, Recklinghausen, Remscheid, Speyer, Brühl, Bad Godesberg, Grevenbroich, Wesel, Moers.

#### Okrožja
- Aachen
- Borken
- Bielefeld
- Coesfeld
- Düren
- Ennepe-Ruhr-Kreis
- Rhein-Erft-Kreis
- Euskirchen
- Gütersloh
- Heinsberg
- Herford
- Hochsauerlandkreis
- Höxter
- Kleve
- Lippe
- Märkischer Kreis
- Mettmann
- Minden-Lübbecke
- Rhein-Kreis Neuss
- Oberbergischer Kreis
- Olpe
- Paderborn
- Recklinghausen
- Rheinisch-Bergischer Kreis
- Rhein-Sieg-Kreis
- Siegen-Wittgenstein
- Soest
- Steinfurt
- Unna
- Viersen
- Warendorf
- Wesel